# Айсен (регіон)
XI Регіон Айсен (ісп. XI Región Aisén del General Carlos Ibáñez del Campo) — регіон (найбільша одиниця адміністративного поділу) Чилі. Складається з чотирьох провінцій: Кояїке, Айсен, Генерал-Каррера і Капітан-Прат, що разом поділяються на 10 комун. Столиця регіону — місто Кояїке.
Територія — 108 494,4 км². Населення — 103 158 осіб (2017). Щільність населення — 0,95 чол. / км².
| Чилі | Це незавершена стаття з географії Чилі. Ви можете допомогти проєкту, виправивши або дописавши її. |